# Георгієвка (Табунський район)
Гео́ргієвка (рос. Георгиевка) — село (в минулому селище) у складі Табунського району Алтайського краю, Росія. Входить до складу Серебропольської сільської ради.

## Населення
Населення — 2 особи (2010; 14 у 2002).
Національний склад (станом на 2002 рік):
- росіяни — 50 %
- цигани — 36 %